# Helga Köpstein
Helga Köpstein (ur. 22 stycznia 1926 w Berlinie, zm. 13 lutego 2022 tamże) – niemiecka historyk, bizantynolog. 

## Życiorys
W latach 1946–1951 studiowała historię i filologię klasyczną na Uniwersytecie Humboldtów w Berlinie. Od 1948 była już asystentką w Instytucie Archeologii HU. Od 1980 została profesorem. Obok Friedhelma Winkelmanna i Johannesa Irmschera była najważniejszym bizantynologiem w NRD.

## Publikacje
- Zur Sklaverei im ausgehenden Byzanz, Berlin 1966.
- (współautor) Studien zum 7. Jahrhundert in Byzanz. Probleme der Herausbildung des Feudalismus, Belin 1976.
- (red.) Besonderheiten der byzantinischen Feudalentwicklung. Eine Sammlung von Beiträgen zu den frühen Jahrhunderten, Berlin 1983.
- (współautor) Studien zum 8. und 9. Jahrhundert in Byzanz, Berlin 1976.
- Die sowjetischen Ehrenmale in Berlin, Berlin 2006